# Podoconiosis
La podoconiosis (del griego podos, 'pie' y konos, 'polvo'), o elefantiasis endémica no filariásica, es una enfermedad geoquímica no infecciosa causada por la exposición crónica de los pies descalzos a suelos irritantes, que afecta los vasos linfáticos de las extremidades inferiores. Esta enfermedad se caracteriza por hinchazón (linfedema) de las extremidades inferiores, que con el tiempo lleva a desfiguración y discapacidad. Es la segunda causa de elefantiasis tropical, después de la filariasis.

## Historia
Esta entidad se conoce desde hace más de 1000 años, apareciendo en distintos textos de distintas civilizaciones. Con el descubrimiento de la relación entre la elefantiasis y la infección con filarias, durante un tiempo se creyó que todas las elefantiasis eran producidas por estos parásitos. Sin embargo, las zonas de distribución de la elefantiasis no se sobreponían con aquellas de la distribución de la filariasis, por lo tanto debía haber alguna causa no relacionada.
Las primeras observaciones científicas que relacionaron la elefantiasis con el terreno donde vivían los pacientes fueron hechas por el médico guatemalteco Rodolfo Robles Valverde. En 1938 publicó sus estudios en 150 pacientes de un leprosario en la capital de Guatemala, donde advertía que todos andaban descalzos, y provenían de tierras entre los 1000 y 2000 metros sobre el nivel del mar. Como las pruebas microbiológicas eran negativas para lepra o filariasis, denominó a su condición "pseudolepra" o punudos, en la terminología indígena.
En los años 1970, el cirujano británico Ernest W. Price lideró investigaciones en Etiopía y el Este de África acerca de las causas de elefantiasis no relacionadas con la filaria, y llegó a la conclusión de que era causada por la exposición de los pies descalzos a suelos volcánicos rojos, sin embargo no se logró aplicar estos trabajos en intervenciones ni tratamiento.
En el lapso entre la muerte de Price (1990) y los años 2000, se hizo poca investigación con respecto a esta enfermedad, pero a partir de entonces se han liderado nuevos esfuerzos en investigación acerca de su origen, sus factores genéticos, su tratamiento y prevención, además de avanzar en su reconocimiento local e internacional, que, por ejemplo, la llevó a ser reconocida por la OMS como parte de su lista de enfermedades tropicales desatendidas.

## Epidemiología

Mapa con países en que la podoconiosis es endémica o ha sido descrita.

La podoconiosis ocurre en tierras altas, sobre los 1000 metros de altura, con abundantes lluvias, de las zonas tropicales de África, Centroamérica e India, con una prevalencia elevada en Uganda, Tanzania, Kenia, Ruanda, Burundi, Sudán y Etiopía. En Etiopía se han llevado a cabo estimaciones de su prevalencia, la que llega hasta el 9 % en algunas zonas. Se estima en 4 millones de personas afectadas a nivel mundial.
No se aprecian diferencias entre el número de hombres y mujeres afectados, y la cantidad de enfermos aumenta con la edad, probablemente debido al efecto irritante acumulativo de los suelos volcánicos; comienza entre la primera y segunda década de la vida, y alcanza un máximo en la sexta década. Los trabajadores que laboran en contacto con la tierra tienen mayor riesgo de contraer esta enfermedad, como los agricultores o mineros.

## Fisiopatología

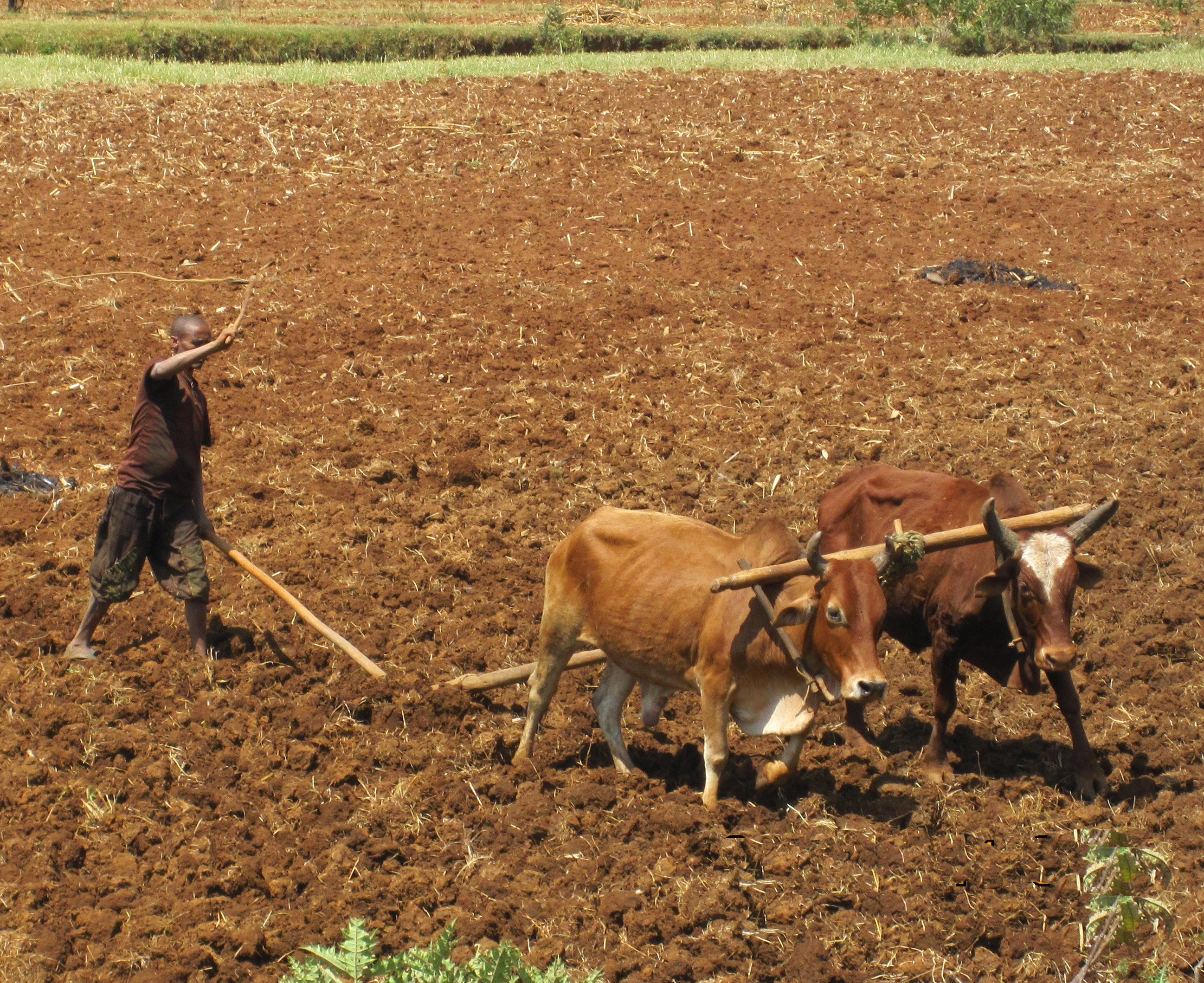
Los agricultores que trabajan en contacto con la tierra tienen más riesgo de sufrir podoconiosis.

La fisiopatología de esta enfermedad no se comprende del todo. Requiere de cierta susceptibilidad genética combinada con la exposición a ciertas partículas minerales. Se supone que micropartículas presentes en el suelo se absorben a través del pie, generando una respuesta inflamatoria crónica que últimamente termina por obstruir el flujo linfático. Se han encontrado partículas con contenido de aluminio, silicio, magnesio y hierro en el interior de macrófagos en los ganglios linfáticos de las extremidades inferiores de pacientes con podoconiosis. Además, al observar al microscopio los vasos linfáticos de los pacientes afectados se observa edema subendotelial, seguido de colagenización que termina obliterando el lumen y obstruyendo el paso de la linfa.
Entre los miembros de la familia de los afectados existe mayor posibilidad de desarrollar la enfermedad. Con respecto a esta susceptibilidad genética para desarrollar la enfermedad, se ha planteado tanto que tenga un modelo de herencia recesivo como codominante. Se ha establecido asociación entre algunos antígenos del sistema HLA clase II y la podoconiosis, lo que sugiere un rol de los linfocitos T en el desarrollo de la enfermedad.

## Cuadro clínico
Los signos principales de la enfermedad son la hinchazón y desfiguración de las extremidades inferiores. Antes de que ocurra el edema, el paciente puede tener síntomas como picazón o sensación quemante en los pies. Luego, los primeros cambios incluyen edema de la planta, que rezuma linfa, hiperqueratosis con formación de papilomas que semejan musgo, y rigidez de los dedos. La hinchazón de las extremidades puede ser de dos tipos; suave y fluida (como «bolsa de agua») o dura y fibrótica. Al final, puede ocurrir fusión de los dedos y anquilosis del tobillo y las articulaciones de los dedos.

## Diagnóstico

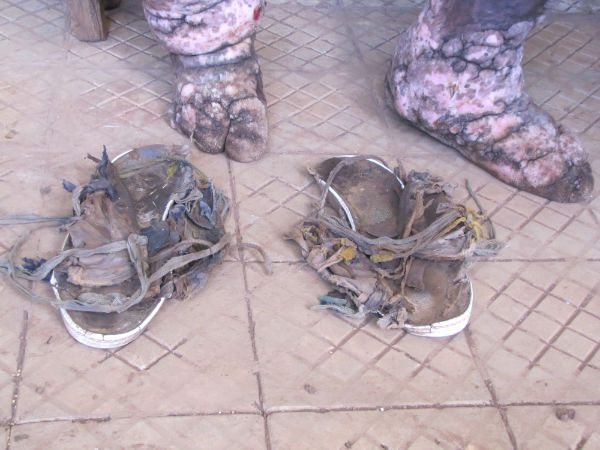
En los estados avanzados de la enfermedad ocurren cambios como fusión de los dedos y desfiguración del pie.

El diagnóstico se basa en las características clínicas, con un contexto geográfico adecuado. Además se debe diferenciar principalmente de otras entidades que producen linfedema tropical, como la filariasis y la lepra. A diferencia de la filariasis, la hinchazón en la podoconiosis es típicamente bilateral pero asimétrica, comienza en el pie y es ascendente, aunque rara vez sobrepasa la rodilla. Además, la podoconiosis ocurre en tierras altas, donde la filariasis no es común. Si persiste la duda, se pueden usar test de laboratorio como detección de antígenos en sangre por serología.

Las características que la diferencian de la lepra, son que en la podoconiosis se preserva la sensibilidad del pie, no hay engrosamiento de los nervios ni compromiso de las manos.
También se debe diferenciar con el edema propio de la insuficiencia venosa crónica, y con el micetoma. El micetoma generalmente se presenta con edema, nódulos y abscesos que usualmente fistulizan a la piel. Se presenta en trabajadores que pisan descalzos espinas de cactus o acacias, y es endémico del llamado "cinturón del micetoma", que comprende entre la latitud 30°N a los 15°S.

## Prevención y tratamiento

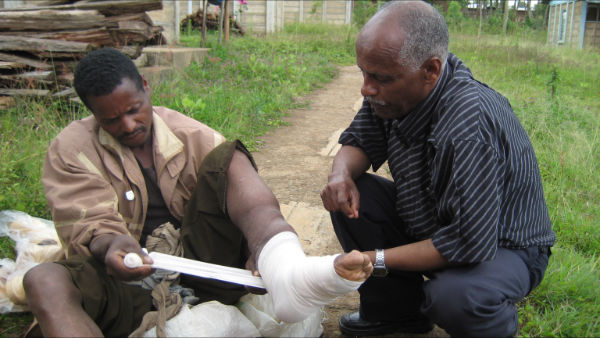
Paciente recibiendo vendajes compresivos como parte de su tratamiento para la podoconiosis.

La principal medida para la prevención primaria de esta enfermedad es la educación acerca de las causas de la enfermedad y el uso de medidas para prevenir el contacto prolongado con los suelos irritantes, como zapatos adecuados, y recubrimiento de los pisos de las casas. Muchas veces el uso de zapatos es un lujo para los habitantes de las zonas afectadas, por lo que algunas agrupaciones como la Mossy Foot Treatment and Prevention Association (MFTPA) entregan zapatos o entrenan a los mismos pacientes para fabricarlos a bajo costo.
La prevención secundaria y el tratamiento de los pacientes afectados incluye medidas como el lavado de los pies con agua y jabón, uso de antisépticos y emolientes, cremas humectantes, el uso de zapatos y calcetines y la elevación de la pierna. El uso de vendajes compresivos disminuye el volumen de la extremidad y podría ayudar a prevenir la progresión. Está comprobado que el uso de estas sencillas medidas reduce en parte la hinchazón y mejora la calidad de vida de los pacientes.
Para la prevención terciaria (esto es, el manejo de aquellos pacientes con enfermedad avanzada), se usan las mismas medidas, aumentando la importancia de los vendajes compresivos, la elevación del miembro afectado y, en algunos casos, cirugía. Las grandes cirugías para el tratamiento de esta enfermedad muestran resultados poco favorables, aunque se pueden extirpar algunos nódulos prominentes.